# Hans-Jochem Kolb
Hans-Jochem Kolb (auch Hans-Joachem oder Hans-Jochen, * 10. April 1944 in Neustadt an der Weinstraße) ist ein deutscher Hämatologe und Onkologe. Er gilt als wissenschaftlicher und klinischer Pionier der Stammzelltransplantation in Deutschland und der zellulären Immuntherapie (adoptive Immuntherapie).

## Leben und Wirken
Kolb promovierte 1970 mit der Arbeit Hämatopoetische Stammzelltransplantation bei der Maus nach Teilkörperbestrahlung (nicht-myeloablativ) und Antilymphozytenserum als Vorbehandlung zum Dr. med. (summa cum laude). Als Postdoktorand arbeitete er bei dem späteren Nobelpreisträger Edward Donnall Thomas und bei Rainer Storb an der University of Washington in Seattle. Ab 1973 begann Kolb, am Helmholtz-Zentrum München ein präklinisches Modell der Transplantation aufzubauen. 1975 führte Kolb die erste erfolgreiche Knochenmarkstransplantation beim Menschen in Deutschland durch. 1981 habilitierte er sich mit der Arbeit Experimentelle und klinische Knochenmarktransplantation. 1983 erwarb Kolb den Facharzt für Innere Medizin und übernahm die Leitung des Bereiches für Knochenmarkstransplantation an der Universität München. 1988 erwarb er die Teilgebietsbezeichnung (Facharzt) für Innere Medizin und Hämatologie/Onkologie.
Seit 1985 hatte Kolb eine C2-Professur (für Knochenmarks- und Stammzelltransplantationen) an der Universität München, 1996 ebendort eine C3-Professur (für hämatologische Onkologie). Seit 1999 war er am Klinikum Großhadern Leiter der „Klinischen Kooperationsgruppe und der Einheit für Hämatopoetische Zelltransplantation“. 2009 wurde Kolb emeritiert, übernahm aber noch beratende Tätigkeiten im Klinikum rechts der Isar der Technischen Universität München und dem Klinikum Schwabing.

## Auszeichnungen (Auswahl)
- 2004 Jacob-Henle-Medaille[3]
- 2006 DKMS-Mechtild-Harf-Wissenschaftspreis[4]
- 2012 Ehrenmitglied der Deutschen Gesellschaft für Hämatologie und Onkologie (DGHO)[5]
- 2013 Deutsche Krebshilfe Preis[6]